# جائزة قطر الكبرى للدراجات النارية 2007
جائزة قطر الكبرى للدراجات النارية 2007 هو سباق دراجات نارية أقيم بتاريخ 10 مارس 2007 في حلبة لوسيل الدولية. كان الجولة الأولى من أصل 18 في سباق الجائزة الكبرى للدراجات النارية موسم 2007. فاز الأسترالي كيسي ستونر بفئة الموتو جي بي بينما جاء الإيطالي فالنتينو روسي في المركز الثاني وحصل على المركز الثالث الإسباني داني بيدروسا.

## وصلات خارجية
- الموقع الرسمي